# Angerville-la-Campagne
Angerville-la-Campagne és un municipi francès situat al departament de l'Eure i a la regió de Normandia. L'any 2007 tenia 1.141 habitants.

## Demografia

### Població
El 2007 la població de fet d'Angerville-la-Campagne era de 1.141 persones. Hi havia 416 famílies, de les quals 56 eren unipersonals (28 homes vivint sols i 28 dones vivint soles), 144 parelles sense fills, 184 parelles amb fills i 32 famílies monoparentals amb fills.
La població ha evolucionat segons el següent gràfic:
Habitants censats

### Habitatges
El 2007 hi havia 431 habitatges, 419 eren l'habitatge principal de la família, 1 era una segona residència i 11 estaven desocupats. 424 eren cases i 3 eren apartaments. Dels 419 habitatges principals, 345 estaven ocupats pels seus propietaris, 71 estaven llogats i ocupats pels llogaters i 3 estaven cedits a títol gratuït; 4 tenien una cambra, 2 en tenien dues, 23 en tenien tres, 115 en tenien quatre i 275 en tenien cinc o més. 293 habitatges disposaven pel capbaix d'una plaça de pàrquing. A 146 habitatges hi havia un automòbil i a 261 n'hi havia dos o més.

### Piràmide de població
La piràmide de població per edats i sexe el 2009 era:
| Homes | Edats   | Dones |
| ----- | ------- | ----- |
| 4     | 95 o +  | 0     |
| 0     | 90 a 94 | 0     |
| 0     | 85 a 89 | 0     |
| 4     | 80 a 84 | 4     |
| 0     | 75 a 79 | 0     |
| 12    | 70 a 74 | 20    |
| 24    | 65 a 69 | 20    |
| 4     | 60 a 64 | 20    |
| 32    | 55 a 59 | 20    |
| 40    | 50 a 54 | 48    |
| 52    | 45 a 49 | 56    |
| 92    | 40 a 44 | 80    |
| 60    | 35 a 39 | 68    |
| 32    | 30 a 34 | 28    |
| 4     | 25 a 29 | 20    |
| 44    | 20 a 24 | 24    |
| 80    | 15 a 19 | 80    |
| 92    | 10 a 14 | 60    |
| 52    | 5 a 9   | 36    |
| 24    | 0 a 4   | 36    |

## Economia
El 2007 la població en edat de treballar era de 810 persones, 596 eren actives i 214 eren inactives. De les 596 persones actives 551 estaven ocupades (283 homes i 268 dones) i 45 estaven aturades (24 homes i 21 dones). De les 214 persones inactives 86 estaven jubilades, 89 estaven estudiant i 39 estaven classificades com a «altres inactius».

### Ingressos
El 2009 a Angerville-la-Campagne hi havia 415 unitats fiscals que integraven 1.173,5 persones, la mediana anual d'ingressos fiscals per persona era de 22.186 €.

### Activitats econòmiques
Dels 59 establiments que hi havia el 2007, 1 era d'una empresa de fabricació de material elèctric, 4 d'empreses de fabricació d'altres productes industrials, 10 d'empreses de construcció, 18 d'empreses de comerç i reparació d'automòbils, 5 d'empreses de transport, 1 d'una empresa d'informació i comunicació, 4 d'empreses financeres, 1 d'una empresa immobiliària, 10 d'empreses de serveis, 1 d'una entitat de l'administració pública i 4 d'empreses classificades com a «altres activitats de serveis».
Dels 18 establiments de servei als particulars que hi havia el 2009, 1 era una funerària, 6 tallers de reparació d'automòbils i de material agrícola, 1 taller d'inspecció tècnica de vehicles, 2 guixaires pintors, 3 fusteries, 2 lampisteries, 1 electricista, 1 perruqueria i 1 agència immobiliària.
Dels 4 establiments comercials que hi havia el 2009, 1 era un supermercat, 1 una carnisseria i 2 botigues de mobles.

## Equipaments sanitaris i escolars
El 2009 hi havia una escola elemental.

## Poblacions més properes
El següent diagrama mostra les poblacions més properes.